# Gran Coclé

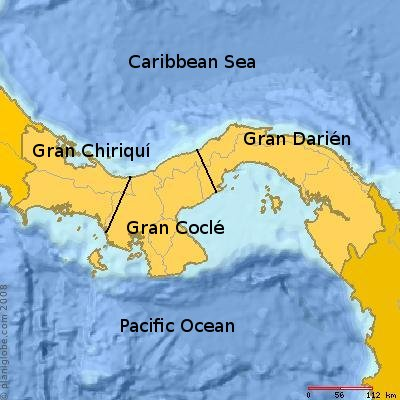
Lokalizacja regionów kulturalnych Gran Chiriquí, Gran Coclé i Gran Darién w Panamie

Gran Coclé – nazwa regionu kulturowego na pacyficznym wybrzeżu Ameryki Środkowej, w środkowej Panamie (prowincje Coclé, Los Santos, Veraguas i Colón), oraz fazy kulturowej, rozwijającej się od ok. 250 p.n.e. do ok. 1550 n.e. w tym regionie. Region kulturowy Gran Coclé jest jednym z trzech, wyróżnionych przez archeologów, regionów kulturowych na obszarze Panamy, obok Gran Chiriquí i Gran Darién.

## Ceramika
Rozwój cywilizacji Gran Coclé na tych terenach był poprzedzany przez kulturę Monagrillo (2500-1500 p.n.e.), której przedstawiciele byli jednymi z najstarszych twórców ceramiki na kontynencie amerykańskim. Łącznikiem między tymi okresami były przypuszczalnie kultury La Mula-Sarigua (750-300 p.n.e.) i Guacamayo.
Region Gran Coclé został wyodrębniony na podstawie odmiennych cech stylistycznych, ikonograficznych i technologicznych ceramiki wytwarzanej na tym terenie w tym okresie. Ceramika ta została odkryta głównie w grobach. Gliniane naczynia polichromowane, w których umieszczano jedzenie i picie dla zmarłych, wyróżniają się pięknie wykonanymi wielobarwnymi wizerunkami ptaków, kajmanów, węży, żółwi oraz wzorami liniowymi, zwłaszcza wolutami. Ze względu na cechy ceramiki i chronologię wyodrębniono style:
- La Mula (200 p.n.e. – 250 n.e.) – ceramika dobrze wypalona z wąskim otworem i długą szyjką, trójkolorowa, w geometryczne wzory linearne,
- Artistide-Tonosí (250-550) – ceramika Artistides była dwukolorowa z czarnymi liniami na tle naturalnym lub czerwonym, natomiast styl Tonosí był trójkolorowy z użyciem barw czarnej, czerwonej i białej w różnych kombinacjach, ze wzorami bogatszymi w szczegóły, przy czym w obu tych odmianach panowało podobne wzornictwo; wydaje się prawdopodobnym, że ceramika Aristides była odmianą użytkową ceramiki Tonosí,

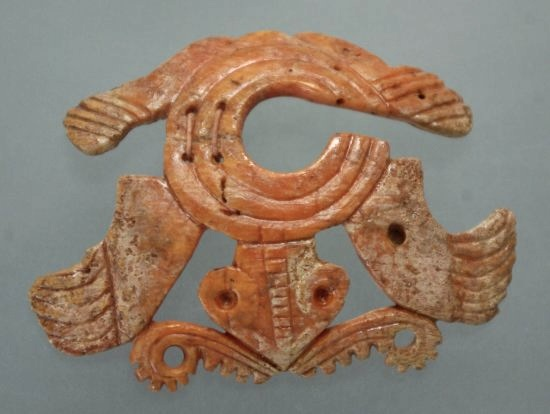
Wisiorek w kształcie żółwia, wykonany z muszli, region kulturowy Gran Coclé; Dumbarton Oaks Museum, Waszyngton

- Cubitá (550-700) – styl ten został wyodrębniony przez kostarykańskiego archeologa Luisa Sáncheza w 1995 w rezultacie analizy naczyń odnalezionych w Cerro Juan Díaz w prowincji Los Santos w Panamie; jest to styl przejściowy pomiędzy dwoma koncepcjami estetycznymi: koncepcją starą, opartą na linii i uproszczonych, geometrycznych wzorach, i koncepcją nową, nadchodzącą, w której wzornictwo opiera się na liniach zakrzywionych, występuje przeładowanie elementów dekoracyjnych i pojawiają się nowe kolory, jak ciemny fiolet,
- Conte (700-900) – ceramika polichromowana, w której najistotniejszą innowacją jest wprowadzenie koloru fioletowego i używanie koloru czarnego jedynie do szkicowania wzorów, malowanych innymi kolorami; pojawiają się kombinacje motywów linearnych z elementami zoomorficznymi i antropomorficznymi; najbardziej reprezentatywnym motywem dekoracyjnym tego stylu jest kształt V, który jest bazą dla innych motywów, takich jak Y, YC, X; pojawiają się formy girlandowe, złożone z punktów, trójkątów i festonów, ich ewolucją są haki z piór i/lub zębów, zwisające z czarnych linii; wśród form zoomorficznych pojawiają się ptaki z rozpostartymi skrzydłami, zwierzęta z profilu ze zwiniętym ogonem, krokodyle, żółwie, kleszcze i skorpiony,
- Macaracas (900-1100) – ceramika i wzornictwo wykazuje wiele podobieństw do ceramiki poprzedniego okresu, występuje już jednak wyraźna tendencja do przeładowania form. Czarne linie są delikatniejsze, motywy zdobnicze są zaś często podobne do tych z poprzedniego okresu – dominują linie krzywe, formy girlandowe i YC; pojawiają się też nowe elementy, takie jak romby czy szachownice, brzegi naczyń są dekorowane panelami kolorów (wzór „koralowy wąż”),
- Parita (1100-1300) – styl ten jest radykalnym zwrotem w stosunku do dwóch poprzednich stylów (Conte i Macaracas): motywy geometryczne przedstawiane są w panelach, figury zoomorficzne opierają się na kombinacji zespołu elementów geometrycznych, we wzornictwie dominują motywy abstrakcyjne; nie zerwano jednak całkowicie z poprzednimi stylami – spotyka się elementy w kształcie S lub YC charakterystyczne dla stylu Cubitá, czy romby i szpony charakterystyczne dla Macaracas oraz motywy girlandowe podobne do tych ze stylów poprzednich
- El Hatillo (1300-1550) – następuje nowy zwrot we wzornictwie; motywy wzornicze są liniowe i kanciaste, bardzo powszechne stają się naczynia o kształtach zoomorficznych i talerze z podstawką, choć występują także elementy znane ze stylów poprzednich, takie jak spirale, motywy girlandowe, formy V, trójkąty i elipsy.

Jak widać, wszystkie te style prezentują mnogość wzorów zarówno geometrycznych, jak i zoomorficznych i antropomorficznych przedstawianych w różnych formach.
W grobach naczyniom ceramicznym towarzyszyły ozdoby i amulety ze złota, kamieni szlachetnych i półszlachetnych oraz z kości i muszli. Naczynia ceramiczne, przedmioty z metalu, kości i muszli znaleziono także podczas wykopalisk na osiedlach mieszkańców regionu Gran Coclé. Najważniejszymi miejscami wykopalisk są: Conte, El Caño, Cerro Juan Díaz, przy czym największe skupienie złóż archeologicznych w tym regionie dotyczy prowincji Coclé i półwyspu Azuero.

## Obróbka metali
Region ten uważany jest za główny ośrodek rozwoju obróbki metalu w Panamie przed przybyciem Hiszpanów. Podstawowym surowcem było złoto czyste lub tumbaga, a z technik obróbki metalu najczęściej stosowano odlew na wosk tracony. Sporządzano różne ozdoby nosa i uszu, dzwonki, wisiorki oraz charakterystyczne złote hełmy, zdobione podobnie jak i płytki naszywane na ubraniu, wzorami wytłaczanymi, wyobrażającymi często kajmana uważanego za lokalne bóstwo. W wielu ozdobach złoto łączono z kamieniami lub kością.

## Społeczeństwo
Podstawą utrzymania ludności było rolnictwo, myślistwo i rybactwo oraz rzemiosło. Handel miał zasięg lokalny, choć mogła istnieć wymiana handlowa z terenami obecnej Kolumbii, szczególnie w zakresie cennych towarów, jak przedmioty ze złota i tumbaga.

## System władzy
Społeczeństwo regionu kulturalnego Gran Coclé cechowała, przynajmniej od VIII wieku n.e., hierarchia władzy i rozwarstwienie społeczne, co potwierdza analiza grobów i opisy z XVI wieku, pozostawione przez hiszpańskich odkrywców i zdobywców. W tym okresie na czele prowincji stał queví (wódz), któremu podlegali sacos – bracia wodza lub podlegli kacykowie, którzy zarządzali dolinami i równinami. Na niższym poziomie systemu władzy znajdowali się cabra, wojownicy lub osoby, które uzyskały ten urząd w wyniku zasług osobistych. Szamani, zwani tecuira lub tequina, pełnili władzę religijną i cieszyli się pewną niezależnością od queví.